# Hull (Geòrgia)
Hull és una població dels Estats Units a l'estat de Geòrgia. Segons el cens del 2000 tenia 160 habitants.

## Demografia
Segons el cens del 2000, Hull tenia 160 habitants, 70 habitatges, i 42 famílies. La densitat de població era de 187,2 habitants/km².
Dels 70 habitatges en un 31,4% hi vivien nens de menys de 18 anys, en un 41,4% hi vivien parelles casades, en un 12,9% dones solteres, i en un 38,6% no eren unitats familiars. En el 31,4% dels habitatges hi vivien persones soles el 7,1% de les quals corresponia a persones de 65 anys o més que vivien soles. El nombre mitjà de persones vivint en cada habitatge era de 2,29 i el nombre mitjà de persones que vivien en cada família era de 2,84.
Per edats la població es repartia de la següent manera: un 25% tenia menys de 18 anys, un 10% entre 18 i 24, un 30% entre 25 i 44, un 22,5% de 45 a 60 i un 12,5% 65 anys o més.
L'edat mediana era de 35 anys. Per cada 100 dones de 18 o més anys hi havia 110,5 homes.
La renda mediana per habitatge era de 31.250 $ i la renda mediana per família de 30.417 $. Els homes tenien una renda mediana de 25.625 $ mentre que les dones 19.792 $. La renda per capita de la població era de 13.942 $. Entorn del 18,9% de les famílies i el 20,1% de la població estaven per davall del llindar de pobresa.

## Poblacions més properes
El següent diagrama mostra les poblacions més properes.